# Římskokatolická farnost Libotenice
Římskokatolická farnost Libotenice (lat. Liboteynicium) je církevní správní jednotka sdružující římské katolíky na území obce Libotenice a v jejím okolí. Organizačně spadá do litoměřického vikariátu, který je jedním z 10 vikariátů litoměřické diecéze. Centrem farnosti je kostel svaté Kateřiny Alexandrijské v Libotenicích na břehu Labe. 

## Historie farnosti
Nejstarší písemný doklad o lokalitě Libotenice pochází z roku 1226. Po bitvě na Bílého Hoře se Libotenice staly filiálkou k Dolánkám. Matriky byly vedeny od roku 1738. V roce 1787 byla v Libotenicích zřízena fara. Ve stejném roce byla postavena také kaple sv. Isidora.

### Duchovní správcové vedoucí farnost
Začátek působnosti jmenovaného v duchovní správě farnosti od:
- 5. 11. 1968 Klement Vladislav Šebesta, O. Praem., n. 5. 2. 1892, o. 4. 7. 1915 Praha; působil na premonstrátských řádových farách na Sv. Kopečku, Milevsku, Sepekově, Křenovicích a až do smrti v Libotenicích; pohřeb se konal 8. listopadu 1968 z kaple sv. Isidora v Libotenicích; ostatky uloženy na místním hřbitově v Libotenicích
- 18. 9. 2009 Pavel Adrián Zemek, O.Praem. admin. exc.; od 1. 8. 2019 farní vikář
- 1. 8. 2019 Wolfgang Karel Horák, O.Praem., admin. exc.
  - 1. 7. 2020 – 2021? Jindřich Zdík Miroslav Jordánek, O.Praem., farní vikář[3]

## Území farnosti
Do farnosti náleží území těchto obcí:
- Libotenice (Libotenitz[p 1])
- Hrobce (Hrobetz[p 1]), přifařeny 1787[5]
- Nučničky (Klein Nutschnitz[p 1])
- Oleško (Woleschko[p 1])
- Rohatce (Rohatetz[p 1])

## Římskokatolické sakrální stavby na území farnosti
| | Fotografie | Stavba                            | Místo      | Bohoslužby                      | Zeměpisné souřadnice             | Status       | Číslo kulturní památky           |
| Kostel | Kostel     | Kostel                            | Kostel     | Kostel                          | Kostel                           | Kostel       | Kostel                           |
| --- | ---------- | --------------------------------- | ---------- | ------------------------------- | -------------------------------- | ------------ | -------------------------------- |
| 1. |            | Kostel sv. Kateřiny Alexandrijské | Libotenice | bližší informace o bohoslužbách | 50°29′3″ s. š., 14°13′59″ v. d.  | farní kostel | 20236/5-2151 (Pk•MIS•Sez•Obr•WD) |
| Kaple |            |                                   |            |                                 |                                  |              |                                  |
| 2. |            | Kaple sv. Isidora                 | Libotenice | bližší informace o bohoslužbách | 50°28′36″ s. š., 14°13′51″ v. d. | kaple        | 18348/5-2152 (Pk•MIS•Sez•Obr•WD) |
| 3. |            | Kaple sv. Anny                    | Nučničky   | bližší informace o bohoslužbách | 50°30′21″ s. š., 14°13′11″ v. d. | kaple        | —                                |
| 4. |            | Kaple Všech svatých               | Rohatce    | bližší informace o bohoslužbách | 50°27′36″ s. š., 14°12′10″ v. d. | kaple        | 19373/5-2266 (Pk•MIS•Sez•Obr•WD) |
| 5. |            | Kaple sv. Václava                 | Oleško     | bližší informace o bohoslužbách | 50°28′49″ s. š., 14°11′51″ v. d. | obecní kaple | —                                |
| Některé drobné sakrální stavby a pamětihodnosti lze dohledat zde v databázi Drobné sakrální památky Zaniklé sakrální stavby lze dohledat zde v databázi Poškozené a zničené kostely, kaple a synagogy v České republice |            |                                   |            |                                 |                                  |              |                                  |

Ve farnosti se mohou nacházet i další drobné sakrální stavby, místa římskokatolického kultu a pamětihodnosti, které neobsahuje tato tabulka.

## Příslušnost k farnímu obvodu
Z důvodu efektivity duchovní správy byl vytvořen farní obvod (kolatura) farnosti Doksany, jehož součástí je i farnost Libotenice, která je tak spravována excurrendo.